# TV-Theater im ORF-Zentrum
Das TV-Theater im ORF-Zentrum auf dem Küniglberg, das man über ein Foyer mit einem Ausblick über den Süden Wiens erreicht, weist eine 740 m² große Spielfläche auf und ist mit sechs Farbkameras ausgestattet. Bei der Planung dieses Theaters wurden unter anderem die Erfahrungen eines im Juli 1968 in Wien abgehaltenen Symposiums internationaler Bühnenfachleute berücksichtigt.
Insgesamt hat das große Fernsehtheater (Studio Z1) eine Fläche von 1.500 m² und bietet 500 Zusehern Platz. Es ist damit das größte Fernsehstudio Österreichs.
Im TV-Theater des ORF-Zentrums wurden ausschließlich Boulevardstücke gespielt, in denen namhafte nationale und internationale deutschsprachige Schauspieler auftraten. Das TV-Theater hatte seine Hochblüte zwischen 1977 und 1984. Jährlich wurden zwei bis vier Komödien produziert.
Die ersten Proben dauerten drei Wochen im Proberaum. Darauf folgten zehn weitere Probetage gemeinsam mit einem technischen Mitarbeiter im Studio. Verliefen die Proben erfolgreich, so erfolgten zwei bis drei öffentliche Aufführungen mit Publikum. Die letzte Aufführung wurde jeweils im österreichischen Fernsehen auf ORF 1 im Hauptabendprogramm am Samstagabend um 20:15 Uhr live ausgestrahlt.
Obwohl das TV-Theater im Studio 1 im ORF-Zentrum Küniglberg noch existiert, werden derzeit keine Theaterstücke produziert.

## Boulevardkomödien (Auswahl)
- 1977: Der Unverbesserliche (mit Ossy Kollmann, Alma Seidler, Lotte Ledl, Fred Liewehr, Herbert Kucera)
- 1978: Rücksichtslos dankbar, Lustspiel von Wolfgang Boesch (mit Waltraut Haas, Ossy Kollmann, Harry Fuss)
- 1979: Laßt uns lügen, Lustspiel von Alfonso Paso (mit Elfriede Ott, Ossy Kollmann, Walter Reyer, Sonja Jeannine)
- 1980: Keine Leiche ohne Lilli, Lustspiel von Jack Popplewell (mit Elfriede Ott, Otto Tausig)
- 1982: Die Perle Anna, Lustspiel von Marc Camoletti (mit Elfriede Ott, Ossy Kollman)
- 1983: Boeing Boeing (mit Liselotte Pulver, Klaus Wildbolz, Herwig Seeböck), basierend auf der US-amerikanischen Filmkomödie Boeing-Boeing